# El Carril (Argentina)
El Carril es una localidad del departamento Chicoana, provincia de Salta, NOA de Argentina, y se encuentra a 40 km al sur de la Ciudad de Salta, capital de la provincia. Se encuentra en el Valle de Lerma
Es una localidad ubicada en el oeste del Valle de Lerma prácticamente donde el citado valle se encuentra con los Valles Calchaquíes de los cuales tradicionalmente ha sido su puerta septentrional. Se accede por la RN 68 y luego por la Ruta Provincial 33, también estaba comunicada con la ciudad de Salta por un ramal del Ferrocarril Belgrano (en obras para su reactivación), que llegaba hasta la estación Alemania. Se intentó construir el ferrocarril hasta Cafayate, pero se desistió debido a la imposibilidad dados el tipo de suelo y orografía.

## Toponimia
El Carril significa ruta, huella, surco, camino de paso, el que en el siglo XVIII era él tránsito obligado y vía de comunicación entre los valles Calchaquíes y el Valle de Salta.
Fue posta o parada estacionaria de comerciantes, artesanos y alfareros que desde Potosí, Perú, Tarija, Córdoba, Santa Fe, Los Valles de Catamarca, Calchaquíes, y de Lerma, venían entre los meses de febrero y marzo, a los predios de Sumalao, donde se llevaba a cabo la Gran Feria Anual de Salta.
El establecimiento paulatino de vallistos, españoles y de grupos culturales como: cholos y esclavos, posibilitó el desarrollo de las haciendas a orillas de El Carril de Chicoana.
De esta manera se fue formando un núcleo poblacional espontáneo y progresista que constantemente reafirma su condición de nudo troncal de comunicación.
Documentos históricos de distintas épocas, registran el nombre al igual que permiten vislumbrar su significado de actividades económicas y conformación sociocultural.
Desde fines del siglo XVIII, en el que El Carril de Chicoana era transitado asiduamente por los comerciantes y troperos que asistían a la Feria de Sumalao originando un poblado a orillas de la ruta central del Valle de Lerma, se visualizan las siguientes etapas:
- Una primera de formación socioeconómica.

- Una segunda etapa de integración regional dada la intervención de la población en la Guerra de la Independencia Institucional.

- Una tercera etapa de integración departamental y desarrollo institucional como partido del departamento de Chicoana 1.850.

- Una última y cuarta etapa de autonomía local desde 1.880, cuando la Villa de El Carril solicita la creación de un pueblo con delimitaciones geográficas y políticas.

## Historia
La etnia más conspicua que habitó el territorio fue la de los paziocas, asociados a la Cultura Santa María, pueblos sedentarios con estado, agricultura, ganadería de auquénidos y ciudades. Durante el siglo XIII el territorio fue invadido por los quechuas al mando de Túpac Yupanqui quedando incorporado al Tahuantinsuyu (Imperio Inca). Era un nudo de caminos recorrido por el kapak ñan o "Camino del Inca" (luego el Camino Real español).
En 1534 y 1535 arriban los primeros europeos con las expediciones de los conquistadores españoles Diego de Almagro y Diego de Rojas, y luego avanzó hacia el sur en busca de la Ciudad de los Césares. Sin embargo el territorio no fue plenamente controlado y colonizado por los españoles sino hasta la conclusión de las Guerras Calchaquíes las cuales significaron un secular empeño bélico, concluidas en el siglo XVII tras la develación de las últimas resistencias de la parcialidad pazioca llamada calchaquí. En el siglo XVIII pasó a formar parte del Virreinato del Río de la Plata, tras 1810 el territorio adhirió prontamente a la Revolución de Mayo pero solo se consolidó la emancipación respecto de España tras las victoria de Manuel Belgrano en la Batalla de Salta (1813) y los éxitos de la Guerra Gaucha liderada por Martín Miguel de Güemes.
En las proximidades de El Carril está el paraje “El Carril del Bañado” o “El Bañado”, con significativas acciones de guerra en la lucha por la emancipación: 10 de octubre de 1812; 11 de junio de 1814; 23 de abril de 1817.

## Gobierno

### Composición y Duración
El gobierno municipal está compuesto por un Cuerpo Legislativo, a cargo de un Concejo Deliberante y un Departamento Ejecutivo a cargo de un Intendente Municipal.
El Concejo Deliberante y el Intendente son elegidos por el pueblo de acuerdo a lo establecido por la Constitución de la Provincia y leyes vigentes.
Los miembros del Concejo Deliberante y el Intendente Municipal duran en sus funciones y se reeligen conforme lo dispuesto por la Constitución Provincial.

### Cuerpo Legislativo
El Concejo Deliberante se reúne en Sesiones Preparatorias todos los años con el objeto de constituirse y elegir sus autoridades, actuando como presidente el concejal de mayor edad. Se elige un presidente, un vicepresidente 1° y un vicepresidente 2.º. Se designan también los miembros para integrar las comisiones permanentes de trabajo que el reglamento determine.

### Departamento Ejecutivo
El Departamento Ejecutivo Municipal es ejercido por un vecino con el título de Intendente. Las secretarías del Departamento Ejecutivo competen al Intendente, establecidas por ordenanzas. Los secretarios son nombrados y removidos por el Intendente.

## Geografía

### Ubicación
El Carril es una localidad del departamento Chicoana, provincia de Salta, NOA de Argentina, y se encuentra a 37 km al sur de la Ciudad de Salta, capital de la provincia. Se encuentra en el Valle de Lerma

### Límites
- Norte: Río Rosario.
- Sur: Río Chicoana y Sierra de los Quebrachos.
- Este: Cumbres de las Serranías de Sancha y Quebrada de San Simón.
- Oeste: Paraje (La Población).

### Hidrografía
Por el este, de norte a sur, circula el río Arias que como colector principal, recoge las aguas de los ríos Rosario, Pulares y Chicoana, que descienden del oeste de los arroyos de Las Garzas y de San Simón desde el este, y las deposita en el dique Gral Belgrano (Cabra Corral) a la altura del Paraje de La Maroma, dentro del Departamento de Chicoana. El subsuelo presenta aguas subterráneas a una profundidad de 14 a 22 metros, aptas para el abastecimiento de la población, las que en los Parajes de "El Bañao "Las Barrancas" y "Calvimonte" afloran al ras del suelo originado vertientes y bañados.

### Clima
De acuerdo a la clasificación general de climas, esta zona está encuadrada en el clima cálido, específicamente en la variedad tropical serrana que corresponde a las Sierras Subandinas y a la Cordillera Oriental.
La temperatura, es moderada en verano, oscila entre los 28 °C y 30 °C, en invierno entre los 10 °C y 14 °C, determinando una amplitud térmica diurna anual acentuada. Las heladas son escasas.
Los vientos circulan de este a oeste, llegando influencias de los vientos locales argentinos, como el Zonda de San Juan, que sopla desde el anticiclón del océano Pacífico, el que al atravesar la cordillera de los Andes se transforma en viento cálido y seco; ya que en esta región provoca temporales ocasionalmente.
Las precipitaciones son orográficas, moderadas y por lo general en verano se registran términos medios de 500 a 700 mm, entre los meses de enero y febrero.
A estos factores climáticos, en los últimos 20 años, se suma la influencia determinante de la concentración de las aguas del dique Cabra Corral, que al producir variaciones en la temperatura y humedad atmosférica diaria, da lugar a un tipo climático local o micro clima de la zona valle - serrana.

### Flora y Fauna
La flora natural es el monte bajo, con casi todas las especies características tales como: la mora, el algarrobo, el ceibo, la tusca, el molle, el tala, y en las zonas húmedas abundan las cañas, totoras y el berro, las mismas se extienden en forma variada por toda la geografía carrileña.
La fauna está representada por ejemplares propios de las sierras: reptiles, roedores, pavas del monte, cuervos, caranchos, garzas, perdices, comadrejas, corzuelas, vizcachas, ciervos, zorros, leones (puma), chanchos del monte y aves de todo tipo.

## Economía
El suelo suavemente ondulado y rico; el clima moderado: sus ríos y aguas subterráneas, su ubicación geográfica y estratégica en el centro del Valle de Lerma y fácil comunicación terrestre con la Zona norte, oeste y sur, posibilita desde la época prehispánica el desarrollo de la agricultura mediante el cultivo del maíz, el tabaco, al igual que el intercambio de productos alimenticios con los pobladores de Los Andes generando una economía de subsistencia y comunitaria.
En los siglos XVII y XVIII se introduce al cultivo de trigo en las chacras y haciendas, alfalfares por parte de la conquistadores, y se acrecienta la actividad comercial mediante el alquiler de potreros para la invernada de animales traídos desde la Pampa Húmeda, que eran vendidos en las Ferias de Sumalao, juntamente con productos artesanales de los Valles de Catamarca, Calchaquíes, de La Rioja, Tucumán y Córdoba. Actividad que permitió que El Carril de Chicoana prosperara constantemente llegando a ser un centro puntual para el comercio de Salta.
El hecho de estar ubicado en el centro del camino entre los Valle Calchaquíes y de Salta, permitió en la primera mitad del siglo XIX el establecimiento de un molino harinero en la hacienda de San José y La Población por parte de una familia de apellido Zuviria, oriunda de San Carlos.
Otros establecimientos dignos de destacar son los molinos de Las Barrancas y San Antonio.
En el mismo siglo, se inició en el Departamento de Chicoana el cultivo del tabaco, planta originaria de América llamada por los indígenas TOBAK, y poco a poco se fue dejando el maíz y el trigo, al igual que la ganadería para que se desarrollaran en adelante en las sierras del este.
A partir del año 1900, con la llegada del Ferrocarril General Belgrano y el trazado de la ruta hacia el sur complementada con el camino de Cachi en 1922, la Compañía Nacional del Tabaco S.A. comienza a explotar la zona de Chicoana.
En 1936, se levantó el primer depósito acopiador con oficinas y viviendas para sus directivos y obreros.
En el año 1945 se inaugura la Planta Primaria Zuviria de la Compañía Nobleza Piccardo S.A.

### Transporte

#### Automotor
Se accede, tanto desde el norte como desde el sur, por la RN 68,  desde el este por la RP 33 y desde el oeste por la RP 62.

#### Urbano
El servicio de transporte público es prestado por la empresa provincial SAETA. Además existen varios servicios de remises de corta, media y larga distancia.

## Turismo
- Finca San Antonio (RN 68 km 146,5), con plantaciones de frutales (higueras, nogales y durazneros); industrias de dulces artesanales sin aditivos ni conservantes.
- Las Moras
- Cavilmonte
- Chivilme
- Las Barrancas
- La Maroma

### Deportes
Posee 2 clubes de fútbol que juegan en la Liga de Fútbol del Valle de Lerma, el Club Atlético Nobleza y el Club Sportivo El Carril.

### Festivales

#### Festival Provincial de Canto y Jineteada
El pueblo en sí conserva un aire de otros tiempos con viejas casonas y una plaza muy bien cuidada, es un pueblo gaucho muy fiel a sus tradiciones. Estas pueden vivirse en algunos de los festivales que allí tienen lugar:
- Fiesta del Canto: marzo.
- En Navidad en el Pueblo se celebra una de las Tradiciones que consiste en un pan dulce de 4 metros (cada año se intenta superar esta marca) en forma de árbol navideño y tiene el récord Guiness en el Mundo.

## Medios de comunicación

### Servicio Postal
Correo Argentino - Agencia El Carril es una empresa proveedora de Servicios Postales, Telegráficos y Logísticos, Nacionales e Internacionales. En sus orígenes funcionaba en el  Centro Cívico Municipal. Actualmente se encuentra ubicada en la calle Lucio D'andrea 100.

### Radio
La radiodifusora Fm La Voz Del Interior fue fundada en agosto de 1988 en la localidad de Chicoana por su director Luis Coronel. En el año 1991 se traslada a la localidad de El Carril, siendo autorizada por el Comité Federal de Radiodifusión (COMFER)  a trasmitir desde la estación Estación Facundo de Zuviría y que constituye se ubicación actual.  Su estación de radiodifusión sonora por modulación de frecuencia está  identificada con la señal distintiva LRK 736 y opera en la frecuencia 89.7 MHz.
Radio Arco iris es otra emisora de Radio en Frecuencia Modulada. Ubicada en Pje. Ruano Manzana D Casa 15 Bº Virgen de Las Mercedes  El Carril. Su propietario Juan Nolberto Funes es poseedor de la licencia adjudicada por el Comité Federal de Radiodifusión (COMFER) mediante Res. Comfer. 2001/01. Su estación de radiodifusión sonora por modulación de frecuencia está  identificada con la señal distintiva LRK 710 y opera en la frecuencia 90.5 MHz.

### Televisión
Norte Visión es una empresa proveedora del servicio de televisión por cable e Internet. Cuenta con estudios en El Carril donde se produce programación local con hechos regionales.

## Población
Cuenta con 11 587 habitantes (Indec, 2010), lo que representa un incremento del 54,2% frente a los 5,401 habitantes (Indec, 1991)

## Seguridad
La seguridad pública de la localidad es brindada por la Policía de Salta.

## Justicia

### Juzgado de Paz - El Carril
Es uno de los Juzgados de Paz de Campaña dependientes del Distrito Judicial del Centro. Tiene competencia territorial en los municipios de El Carril y Chicoana. El juzgado está a cargo de un juez letrado que es asistido por un Secretario Letrado. Tiene competencia en asuntos, civiles, comerciales y laborales, en los procesos de desalojo de inmuebles urbanos o rurales, en demandas por incumplimiento, etc. En las causas de personas y familia entiende en las referentes a alimentos. En la mayoría de estos casos el valor de lo reclamado no debe exceder los diez salarios mínimos vitales y móviles.  De acuerdo con lo establecido en el artículo 163 de la Constitución Provincial, los Jueces de Paz son designados por la Corte de Justicia, seleccionados de una terna elevada por los intendentes municipales con acuerdo de los Concejos Deliberantes. Su ubicación se encuentra en la dirección General Güemes 530.

### Delegación de Fiscalía Penal – El Carril
Creada por medio de la Resolución N.º 237/12 de la Procuraduría General de la Provincia, como resultado de la planificación de un proceso de distribución territorial de las dependencias del Ministerio Público Fiscal tendiente a descentralizar su funcionamiento para lograr una mejor compenetración de los funcionarios intervinientes  con la realidad social y facilitar el acceso a la justicia por parte de la ciudadanía. La estructura de la Delegación de Fiscalía Penal de El Carril está conformada por un Auxiliar de Fiscalía, que actúa bajo la supervisión del Fiscal Penal con asiento en la localidad de Cerrillos, y tres empleados administrativos. Tiene competencia territorial en la zona correspondiente a las dependencias policiales Comisaría N.º 19 - El Carril y Comisaría N.º 18 – Chicoana. Se encuentra ubicada en la dirección Luis Burela 345.

## Salud

### Hospital San Rafael
El Hospital San Rafael es un hospital público de la localidad de El Carril, provincia de Salta, Argentina.
La institución tiene como objetivo dar cobertura integral a la comunidad a través de la estrategia de atención primaria y secundaria de la salud, contención de las demandas de consultas en consultorio externo y primer nivel de atención, por lo que incrementaron el porcentaje de horas de consultorios en estos servicios, tener participación en los trabajos realizados institucionalmente y promover la armonía y la solidaridad con los gerentes responsables de las áreas operativas vecinas.

### Atención Primaria de la Salud - APS
La provincia adoptó la figura del Agente Sanitario a través del Programa de Salud Rural que implementó en el año 1978 el médico Enrique Tanoni, contando actualmente con más de 1500 agentes que visitan a cada familia salteña en las ciudades y lugares de difícil acceso a fin de preservar la salud y realizar los controles correspondientes.
Estas visitas se concretan especialmente en los sectores de mayor riesgo, ocupándose del cuidado nutricional de los niños menores de edad, la promoción del saneamiento ambiental, la prevención y promoción de la salud en embarazadas y de la lactancia materna. Además efectúan la vacunación domiciliaria y son quienes concientizan a la comunidad sobre la lucha y control de enfermedades transmisibles entre otras actividades.
El Programa de Atención Primaria de la Salud (APS) desarrollado por Salta ha recibido reconocimiento en todo el país y América Latina

## Cultura

### Símbolos Municipales

#### Escudo
Mediante Resolución N.º 38/90, se adoptó como escudo del pueblo de El Carril, el diagrama del Sr. Alberto Tomas Yáñez para ser exhibido en toda manifestación que participe la comuna y para que encabece todo documento municipal como parte del membrete oficial.

## Defensa Civil

### Asociación de Bomberos Voluntarios de El Carril
Fue fundada el 17 de marzo de 2011, teniendo por misión la prevención y extinción de incendios y la intervención para la protección de vidas o bienes que pudieran ser afectados por siniestros, tal como lo establece su legislación nacional. Su cuartel se encuentra ubicado en la calle 20 de Febrero N.º 15. 
Para el cumplimiento de la misión mencionada cuentan con una autobomba de 2400 litros de agua y dos camionetas del equipo de incendios y rescate.

### Sismicidad
La sismicidad del área de Salta es frecuente y de intensidad baja, y un silencio sísmico de terremotos medios a graves cada 40 años.
- Sismo de 1930: aunque dicha actividad geológica catastrófica, ocurre desde épocas prehistóricas, el terremoto del 24 de diciembre de 1930 (94 años),[7] señaló un hito importante dentro de la historia de eventos sísmicos jujeños, con 6,4 Richter. Pero nada cambió extremando cuidados y/o restringiendo códigos de construcción.[6]
- Sismo de 1948: el 25 de agosto de 1948 (76 años) con 7,0 Richter, el cual destruyó edificaciones y abrió numerosas grietas en inmensas zonas[7][6]
- Sismo de 2010: el 27 de febrero de 2010 (15 años) con 6,1 Richter